# Herbert Richter (Kletterer)
Herbert Richter, Spitzname „Fliege“, (* 29. Januar 1935 in Meißen) ist ein deutscher Kletterer und Bergsteiger.

## Leben
Herbert Richter besuchte in seiner Heimatstadt Meißen die Schule, welche er im Jahr 1953 mit dem Abitur abschloss. Nachdem er kürzere Zeit bei der SDAG Wismut als Schachtzimmermann tätig gewesen war, begann er an der Bergakademie Freiberg ein Studium  als Geophysiker. Nach erfolgreichem Abschluss des Studiums arbeitete er von 1959 bis 1961 in der Rohstofferkundung, von 1961 bis 1964 als Fachschuldozent für Mathematik in Dresden und anschließend bis 1967 im Kernforschungsinstitut in Dresden. Die restliche Berufszeit bis 1996 war Herbert Richter als Programmierer in verschiedenen Betrieben tätig. Seit 1996 ist er Rentner.
Herbert Richter ist seit dem Jahr 1963 mit Karin Richter verheiratet. Mit ihr hat er zwei Söhne.

## Sport
Kurz nach dem Zweiten Weltkrieg begann er an Pechsteinklippen im Triebischtal am Stadtrand von Meißen mit dem Klettern. Sein erster Klettergipfel in der Sächsischen Schweiz war im Sommer des Jahres 1950 der Daxenstein im Bielatal. Richter war Erstbegeher zahlreicher Routen in der Sächsischen Schweiz und im tschechischen Klettergebiet Adersbach-Weckelsdorfer Felsenstadt. Auch als Alpinist gelangen ihm schwierigste Routen in den Alpen und in der Hohen Tatra. Er war in den 1960er-Jahren Mitglied der Nationalmannschaft Alpinistik der DDR und als solcher quasi Berufssportler. Seine nominell schwerste Erstbegehung war der Linksweg am Großen Halben in der Nähe von Hohnstein im sächsischen Schwierigkeitsgrad IXa. Mit 62 Jahren gelang ihm noch die Erstdurchsteigung einer 800-Meter-Wand im norwegischen Granit.
Seit 2009 ist Herbert Richter Ehrenmitglied des Sächsischen Bergsteigerbundes (SBB) sowie seit 2010 Mitglied in dessen Ältestenrat.

## Bekannte Erstbegehungen
Sächsische Schweiz
- Direkter Herbstweg an der Nördlichen Pfaffenschluchtspitze (VIIIc)
- Fledermausweg an der Sommerwand (VIIIc)
- Privatweg an der Großen Hunskirche (VIIIb)
- Nordwand am Bloßstock (VIIIa), später von ihm frei geklettert (IXa)
- Westkante am Kreuzturm (VIIIc)
- Rübezahlstiege am Frienstein (VIIIc)
- Roberts Rippe an den Flachsköpfen (VIIIc)
- Schwarze Kante an der Königsspitze (VIIIa)

Böhmen
- Slunovrat am Bürgermeister in Adersbach (VIIIa)
- Fliegeweg an den Domwänden in Wekelsdorf (VIIIa)
- Cañon am Fläschchen in Wekelsdorf (VIIIc)

alle Schwierigkeiten in der Sächsischen Skala
Anderswo
- Ostwand am Litleidtinden in Norwegen (V,  UIAA-Skala) (800–900 Meter)
- Hohe Wand am Kalambakaturm in Meteora (VI+, UIAA-Skala), Griechenland
- Besuch aus Sachsen (VI+, UIAA-Skala), Kleines Häuselhorn, Nordspornsockel, Reiteralpe